# Клан Синклер
Синклер (англ. Sinclair, гэльск. Mac na Ceardadh) — один из кланов горной части Шотландии.

## История

### Происхождение клана
Никаких определённых записей на сей счёт не существует, но вполне вероятно, что Синклеры прибыли из Сен-Клера в Нормандии. Предание гласит, что они были потомками вождя викингов Ролло (норвежский: Ганге-Рольв), внебрачного сына норвежского Рагнвальда, графа Море. Ганге-Рольв стал герцогом Нормандии в 911 году. Он был крещён в соборе Сен-Клер, согласно норманнской традиции. Одним из самых ранних зарегистрированных Синклеров в Шотландии был Генри Сен-Клер / Синклер, который получил земли Хердманстона в Хаддингтоншире в 1160 году. Вожди клана Синклер, графы Кейтнесса, происходят от сэра Уильяма Сен-Клера, который был шерифом Эдинбурга и которому в 1280 году был предоставлен титул барона Рослина (Росслин).

### Шотландско-норвежская война
Во время Шотландско-норвежской войны король Норвегии Хокон IV вторгся в Шотландию. В Битве при Ларгсе в 1263 году он столкнулся с Уильямом Сен-Клером, который командовал крылом в армии шотландского короля Александра III. В 1264 году король Александр Шотландский приказал Уильяму Сен-Клеру поддержать силы короля Англии в битве при Льюисе.

### Войны за независимость Шотландии
Во время Войн за независимость Шотландии сэр Уильям Синклер из Росслина был схвачен в битве при Данбаре (1296 г.) и умер в Лондонском Тауэре. Генри, его сын, был также захвачен и отправлен в замок Святого Бриавела и в 1296 году он поклялся в верности Эдуарду I Английскому. В 1303 году произошла битва при Росслине, где шотландцы под командованием Генри Синклера из Росслина и клана Комин победили английские войска. 
Весной 1307 года Роберт I с небольшим отрядом высадился в родовом графстве Каррик и 10 мая одержал победу над войском Эмера де Валенса, графа Пембрука, в битве при Лаудон-Хилле В числе присоединившихся к Роберту I шотландских баронов был Генри Синклер Росслин.

### 14 век и далее
В Средние века представители рода носили титул граф Оркнейский. Родоначальник — Уильям Синклер, барон Рослина, построивший в 1330 году замок Рослин под Эдинбургом. Он был мужем Изобель Стрэтерн, дочери Маоль Иоса, 5-го эрла Кейтнесса и графа Оркнейского. Сын Уильяма — Генри — унаследовал от матери титул графа Оркнейского, получил известность благодаря легенде о его путешествии к берегам Америки.
Внук Генри Уильям стал первым пэром Оркнейским, вновь объединившим Кейтнесс и Оркней, прославился благодаря строительству Рослинской капеллы. Среди потомков Уильяма прославились братья Джон и Джеймс Синклер, впрочем сменившие написание своей фамилии на Сент-Клер (St Clair). Старший брат — Джон — получил известность как член Парламента, прозванный «Мастер Синклер», участвовал в якобитской войне на стороне Стюартов. Младший — Джеймс, прозванный «Благородным», — преуспел на военном поприще, достигнув генеральского чина (их история в несколько видоизмененном варианте была положена Робертом Льюисом Стивенсоном в основу создания романа «Хозяина Баллантре»).
После смерти обоих братьев, не оставивших сыновей, титул лорда Синклера оставался вакантным в течение 20 лет, пока не был присвоен потомкам младшей линии, происходившим от дяди братьев — Мэтью Синклера. Из потомков этой линии получил известность Чарльз Мюррэй Кеннеди Сент-Клер, 17-й лорд Синклер — гофшталмейстер Королевы-матери, лорд-лейтенант королевства. Ему наследовал в 2004 году ныне здравствующий глава рода Малкольм Синклер, 20-й граф Кейтнесс.

### Современная диаспора клана
В Великобритании, Австралии, Новой Зеландии, Канаде, Италии и США существуют ассоциации Клана Синклер.
Малкольм Синклер организовал первую Международную встречу Клана Синклеров в Кейтнессе в 2000 году, а затем снова в 2002, 2005, 2008, 2010, 2012 (в Норвегии), и 2015 годах.
В 2009 году Малкольм Синклер, говоря о роли вождей кланов, сказал: «Я не верю, что есть обязательства по отношению к клану в каком-либо формальном смысле. В течение многих лет я не проявлял никакого интереса к клану, потому что был слишком занят зарабатыванием на жизнь и воспитанием семьи… Если вождь может уделить время, особенно Диаспоре, то для всех есть огромные награды, и я надеюсь, что большинство вождей смогут это сделать».